# Carcha
Carcha é um gênero de mariposas de focinho. Foi descrito por Francis Walker em 1859, e é conhecido pela República Dominicana e Venezuela.

## Espécies
- Carcha hersilialis Walker, 1859
- Carcha undulatalis Amsel, 1956
- Carcha violalis Hampson, 1897